# Sapo-de-unha-negra
Sapo-de-unha-negra (Pelobates cultripes) é um anfíbio da ordem Anura (Salientia) e subordem Pelobatidae

## Hábitos e características
Este é um anfíbio de hábitos crepusculares, vive enterrado durante o dia (possui hábitos fossadores) em galerias que vão de 6 a 20 cm de profundidade cavadas com duas poderosas "esporas", que são duas calosidades enrijecidas do metatarso nas patas anteriores (de onde provem o nome do animal).
Este anuro apresenta uma coloração pardacenta, normalmente com fundo verde claro e manchas aleatórias acastanhadas ou cor de azeitona, o ventre por sua vez contrasta com o dorso sendo de uma cor mais clara. Possui dois grandes olhos muito proeminentes e pupila vertical, sendo dos poucos apelidados de "sapos" não pertencentes à família Bufonidae (verdadeiros sapos, apresentam glândulas parótidas e pupila horizontal) que se sente relativamente bem dentro de água, pois é um bom nadador, mas preferindo normalmente não entrar nesta.
Na época reprodutiva, nesta espécie, os machos apresentam calosidades amareladas nas patas posteriores que ajudam o macho a agarrar a fêmea, de maior tamanho, durante o amplexo. Estes animais costumam atingir entre 6 a 12 cm de comprimento. Durante esta época reprodutiva (que vai normalmente de Fevereiro a Março) os adultos sexualmente maduros procuram charcos com alguma profundidade para acasalarem e libertarem a prole. Os girinos desta espécie são de fácil identificação pois são bastante grandes, destacando-se das restantes espécies ibéricas.

## Habitat e localização
Esta espécie ocorre na Península Ibérica e parte noroeste de França, em florestas de caducifólias e em terrenos arenosos.

## Ameaças

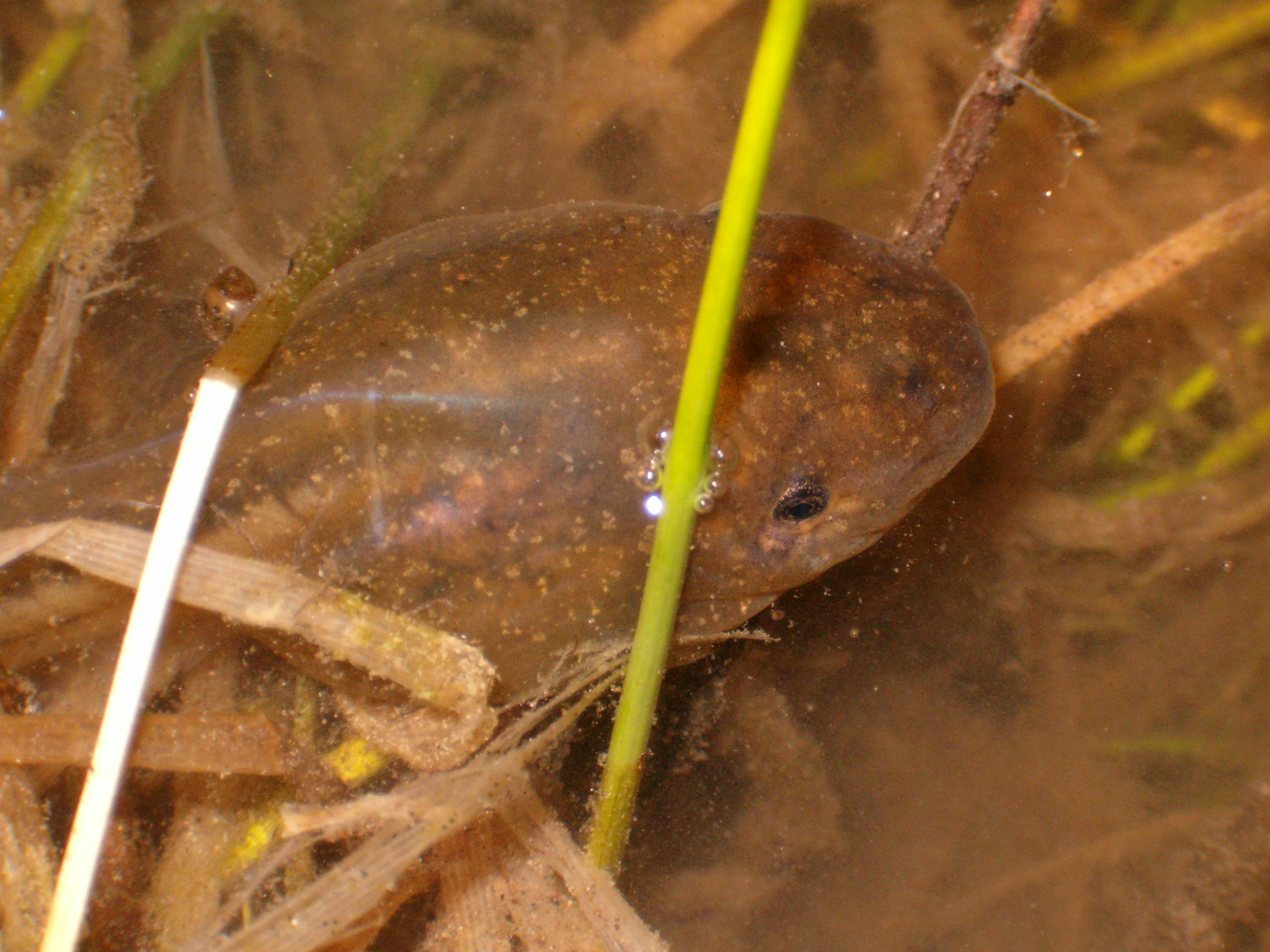
Sapo-de-unha-negra em estado larvar

Esta espécie encontra-se ameaçada, tal como tantos outros anfíbios ibéricos devido à perda gradual de habitat, aos atropelamentos nas estradas e à predação das suas larvas por espécies piscícolas introduzidas tal como o achigã e a perca-sol.

## Legislação sobre a espécie
- Convenção de Berna - anexo III;
- Directiva Habitats - 92/43/CEE - anexo II e IV;
- Decreto de Lei 140/99 de 24 de Abril - Anexo B-II e B-IV